# Кожевин, Алексей Петрович
Алексе́й Петро́вич Коже́вин (30 марта 1925, дер. Фалина, Уральская область — 2 февраля 1944, Зажогино, Калининская область) — советский солдат. Закрыл своим телом пулемёт врага.

## Биография
Родился 30 марта 1925 года в деревне Фалина в крестьянской семье. С 1942 года работал бригадиром полеводческой бригады колхоза «Победа».
7 января 1943 года Слободо-Туринским РВК призван в Красную армию. Служил связным командира роты, автоматчиком в 94-м гвардейском стрелковом полку (30-я гвардейская стрелковая Краснознамённая дивизия, 2-й Прибалтийский фронт).
В бою 31 января 1944 года, следуя с донесением, столкнулся с двумя фашистами и уничтожил их. 2 февраля 1944 награждён медалью «За отвагу».
2 февраля 1944 года в бою за опорный пункт Зажогино (ныне — Псковской области) двумя гранатами уничтожил пулемёт врага вместе с расчётом. Атакуя следующую огневую точку, будучи раненым, накрыл своим телом пулемёт, при этом взорвалась и его граната. Посмертно был награждён орденом Отечественной войны I степени (представлялся к званию Героя Советского Союза).
Похоронен в братской могиле в деревне Старосокольники (ныне — Псковской области), на могиле установлен монумент.

## Награды
- медаль «За отвагу» (2.2.1944)[3]
- орден Отечественной войны I степени (18.4.1944)[4].

После войны награды переданы родным А. П. Кожевина.

## Память
В марте 1944 года в деревню Фалино на имя Петра Ивановича Кожевина пришло письмо. В нем начальник политотдела воинского соединения 10-й Гвардейской армии полковник Сеферов сообщал: «Ваш сын Алексей Петрович, находясь в нашей части, проявил себя в борьбе против фашистов смелым, мужественным воином. Он совершил героический подвиг, показал пример бесстрашия, как подобает гвардейцу-комсомольцу. Веселый, жизнерадостный юноша, любимец бойцов и офицеров, он был образцом для всех, до конца выполнил свой долг перед Родиной…»
- В деревне Зажогино на месте гибели А. П. Кожевина силами сельских школьников и учителя А. М. Костюченко в 1999 году установлен памятный знак в виде бетонного обелиска с описанием подвига А. П. Кожевина[5][7].